# Augusta La Torre
Augusta Deyanira La Torre Carrasco (Huanta, 29 de agosto de 1946-Perú, 14 de noviembre de 1988), más conocida como la Camarada Norah, fue una terrorista peruana, segunda al mando de Sendero Luminoso. Influenció en Abimael Guzmán, su marido y fundador del grupo revolucionario terrorista, para el establecimiento de la igualdad de la participación de las mujeres dentro de la organización y durante sus acciones militantes.

## Vida personal y participación política
Augusta La Torre nació en Huanta en 1946 en una familia de prominente linaje político. Fue hija del líder del Partido Comunista Carlos La Torre Córdova y Delia Carrasco.

Se crio en una familia donde la actividad política, la afiliación del partido y la protesta contra el Estado peruano fueron cosa de rutina, por lo que no es sorprendente que ella también entrara en las políticas radicales.

Se unió al Partido Comunista Peruano en 1962, a la edad de 17 años. Conoció a Abimael Guzmán, un profesor de filosofía, por medio de sus padres. Guzmán era un invitado regular en su casa en Ayacucho, reuniéndose con el padre de La Torre para hablar de política. En febrero de 1964 se casó con Guzmán. La Torre también alentó a Guzmán para establecer el Movimiento Femenino Popular del Perú en Ayacucho en 1965. Era activa dentro de la organización política maoísta Bandera Roja y ayudó a fundar el Socorro Popular del Perú.

## Sendero Luminoso

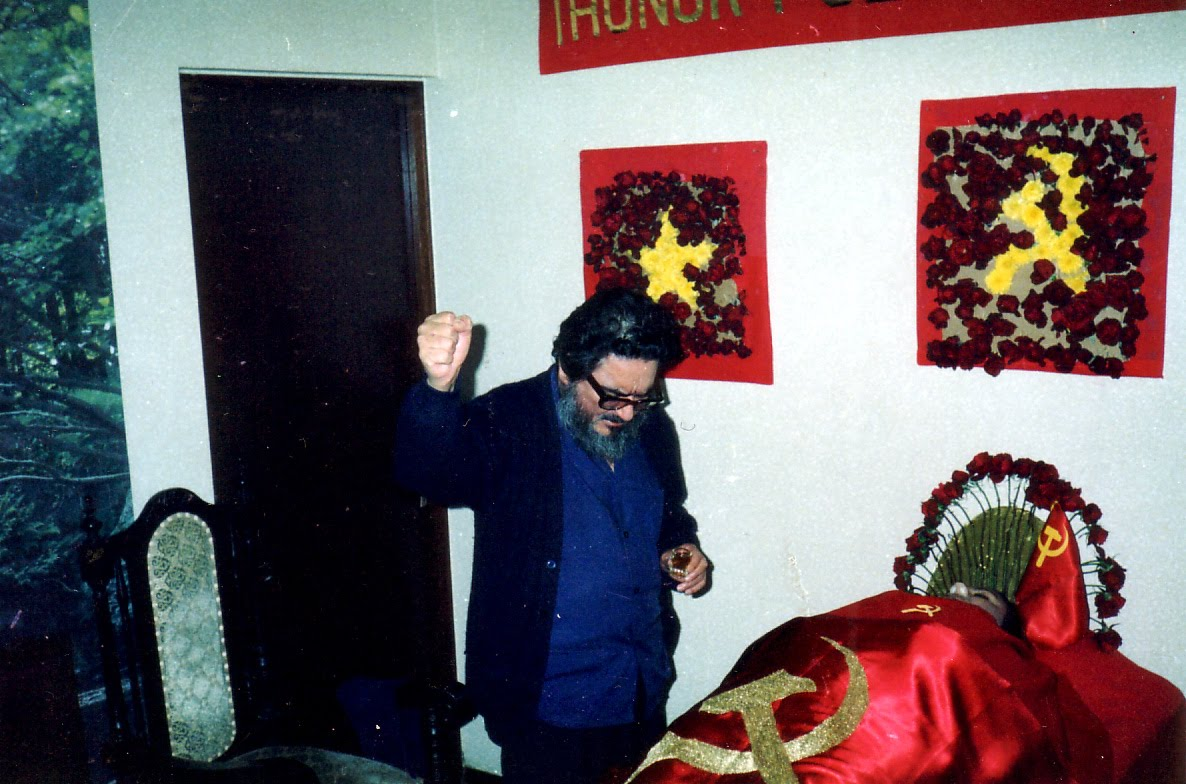
Abimael Guzmán con el puño en alto durante el entierro de Augusta La Torre.

La Torre fue un instrumento de ayuda para Guzmán para la creación de Sendero Luminoso. Dirigió el primer ataque senderista el 24 de diciembre de 1980. Se ocultó con Guzmán en 1978 y murió en noviembre de 1988, a pesar de las circunstancias, la causa de su muerte sigue sin estar esclarecida, debido a que su cuerpo desapareció luego de ser velada por sus correligionarios, no se estableció fehacientemente si hubo suicidio, enfermedad o asesinato, no se sabe tampoco donde está enterrada. Fue sucedida como la número dos de Sendero por la segunda esposa de Guzmán, Elena Iparraguirre.